# Vinlidens kyrka
Vinlidens kyrka var en kyrkobyggnad i Vinliden i Lycksele kommun som tillhörde Lycksele församling, Luleå stift.

## Kyrkobyggnaden
Kyrkan uppfördes 1959 efter ritningar av arkitekt Kjell Wretling. Byggnaden har en stomme av betong och består av kyrkorum med utbyggd sakristia bakom koret. I vinkel med kyrkan finns ett vidbyggt vapenhus och ett församlingshem. Ett torn är byggt ovanpå vapenhuset. Ytterväggarna är gråputsade. Taket är klätt med skiffer.
Kyrkan lades ned 2005 och såldes till en privatperson. De två kyrkklockorna, som finansierats av byborna, togs till vara av Lycksele församling. År 2012 fördes diskussioner om att sälja en av dem till Sävar församling för användning i kyrkan i Täfteå.

## Inventarier
- En elorgel av märket Ahlbom.